# 台灣紙業
台灣紙業，簡稱台紙，台灣公司，目前主要業務為化工與化學產品製造等。於1946年5月1日，最早是由中華民國政府徵收五間原為日資的紙廠合併形成的國營企業。1954年後改組為股份有限公司，轉為民營化。

## 歷史
1945年，第二次世界大戰結束後，日本投降撤台，國民政府接收台灣。原屬日資的台灣製紙株式會社（台北士林），與台灣興業株式會社（宜蘭羅東）、台灣紙漿株式會社（台中大肚）、鹽水港紙漿工業株式會社（台南新營）、東亞製紙工業株式會社（高雄小港）等五間紙廠以及林田山林場合併，收歸國營。1946年改組為台灣紙業公司，隸屬行政院經濟部。
1953年，中華民國政府實施耕者有其田政策，以台灣紙業與台泥、工礦、農林等國營企業股票來補償地主的損失。1954年11月，台灣紙業改組為股份有限公司，轉為民營公司。
1958年開始，台灣紙業進行分拆。高雄小港廠出售給台灣水泥。羅東廠及林田山林場，由公股保留，改組為台灣中興紙業，改隸屬台灣省政府。1960年，士林廠出售後，改組為士林紙業。台灣紙業只保留台中大肚廠與台南新營廠。
1983年4月，由於歷年虧損過多，台灣紙業大肚廠與新營廠同時停工；同年9月，新營紙廠再行復工。而大肚廠在1984年開始辦理都市計畫變更。至1985年後，公股完全釋出，台灣紙業成為完全的民營企業。
1988年，台灣省政府通過台灣紙業大肚廠土地變更，大肚廠土地由工業區變更為住宅區及商業區。
1993年，因為國際紙漿價格下跌，台灣紙廠新營廠再度停工。
1994年，台灣紙廠開始轉型，進行多角化經營，投資越南紙廠等海外事業。完成大肚廠土地重劃工程，開始出售預售屋。新營紙廠也復工。
2016年，停止漿、紙生產，並開創電子級鹽酸，同時維持既有的化工產品。
2020年6月1日終止上市及停止公開發行。

## 爭議
2017年2月13日，台紙股東會發生鬧雙包，總經理余美玲召開記者會，台紙公司作法，預計在2017年3月13日召開臨時股東會，董事長簡鴻文登報指出和旺公司宋正一接掌台紙其中一席監察人，並決議於2017年3月31日召開臨時股東會，讓監察人「死而復生」，余美玲痛批簡鴻文，「導演出來的一齣戲」，嚴重擾亂台灣證券金融市場秩序，對此簡鴻文缺席原本預定券商公會活動，電話也只有秘書接聽，尚無回應。